# Tierra Colorada, Santa Catarina Ixtepeji
Tierra Colorada är en ort i Mexiko.   Den ligger i kommunen Santa Catarina Ixtepeji och delstaten Oaxaca, i den sydöstra delen av landet, 400 km sydost om huvudstaden Mexico City. Tierra Colorada ligger 2 219 meter över havet och antalet invånare är 450.
Terrängen runt Tierra Colorada är huvudsakligen kuperad, men västerut är den bergig. Terrängen runt Tierra Colorada sluttar söderut. Runt Tierra Colorada är det glesbefolkat, med 10 invånare per kvadratkilometer. Närmaste större samhälle är Oaxaca de Juárez, 15,3 km sydväst om Tierra Colorada. I omgivningarna runt Tierra Colorada växer i huvudsak blandskog.